# Бахтеяров-Ростовский, Михаил Фёдорович
Князь Михаил Фёдорович Бахтеяров-Ростовский — воевода во времена правления Ивана IV Васильевича Грозного
Из княжеского рода Бахтеяровы-Ростовские. Младший сын родоначальника княжеского рода Фёдора Дмитриевича Приимкова-Ростовского по прозванию "Бахтеяр", постригшийся в монахи с именем Феодосий. Имел братьев, князей: Ивана по прозванию "Немой" и  Василия Фёдоровичей.

## Биография
В 1565 году упомянут среди ссыльных Ивана Грозного в Казань. В этом же году третий воевода в Свияжске. В 1572-1574 годах третий, а в 1575 году второй воевода в Свияжске. В 1578-1579 годах первый воевода в Нижнем Новгороде. В 1582-1584 годах первый воевода в Чебоксарах.
По родословной росписи показан бездетным.